# در گرمای شب (فیلم)
در گرمای شب (به انگلیسی: In the Heat of the Night) فیلمی درام و معمایی به کارگردانی نورمن جویسون و با بازی سیدنی پوآتیه، راد استایگر و وارن اوتس محصول سال ۱۹۶۷ کشور ایالات متحده است.

## خلاصه داستان

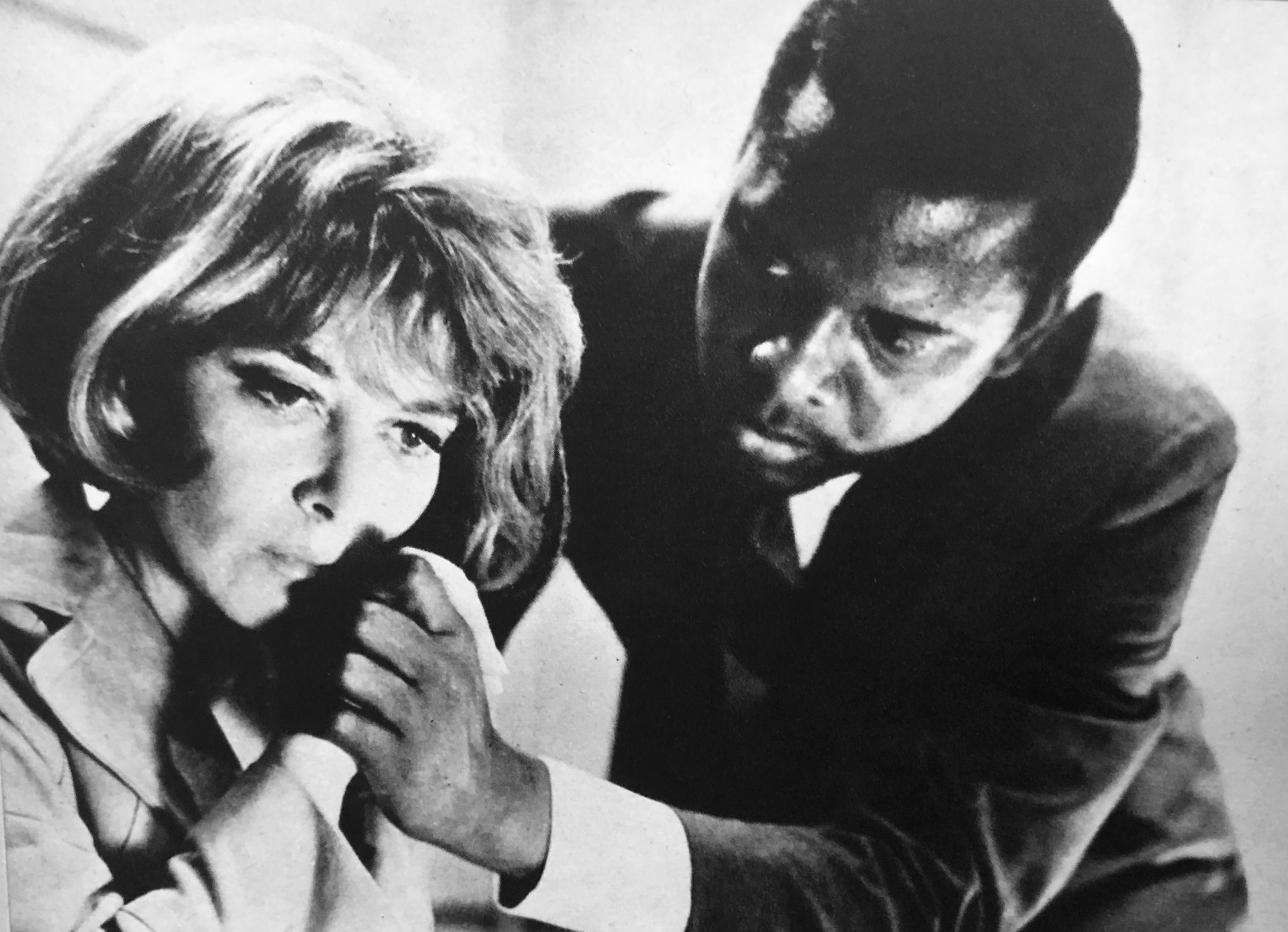
سیدنی پوآتیه و لی گرانت در حال نقش‌آفرینی در فیلم در گرمای شب

در شبی گرم در اسپارتا، میسیسیپی، «سم وود» (وارن اوتس)، پلیس گشتی، جنازه کارخانه‌داری اهل شمال را می‌یابد که درصدد راه‌اندازی یک کارخانه بوده‌است. سپس در ایستگاه قطار به مرد سیاه‌پوستی مظنون می‌شود و او را دستگیر می‌کند. اما به‌زودی معلوم می‌شود که مرد، «ویرجیل تیبز» (سیدنی پوآتیه) خود پلیس جنائی و از اهالی فیلادلفیا است. «بیل گیلسپی» (راد استایگر) رئیس پلیس جدید شهر هم مثل اهالی شهر نگاهی نژادپرستانه دارد و مایل نیست که «تیبز» در این ماجرا دخالت بکند. با این همه، «تیبز» کوتاه نمی‌آید و سرانجام معمای قتل را حل می‌کند.

## دربارهٔ فیلم
گرچه طرح داستانی فیلم نقایصی دارد و چندان جایی برای بررسی نمی‌گذارد، فیلم‌نامه استرلینگ سیلیفنت که چندان از الگوهای این نوع معماهای پلیسی پیروی نمی‌کند، فشرده و منسجم است. جویسن عناصر پلیسی و نژادپرستانه قصه را در کنار هم به شکلی روان پیش می‌برد، بدون آن‌که هیچ‌یک بر دیگری غلبه کند. فضاسازی فیلم در صحنه‌های آغازین تأثیرگذار است. دو بازیگر اصلی فیلم به خوبی هدایت شده‌اند؛ به خصوص سیدنی پوآتیه که جذاب، با هوش و سرسخت می‌نماید. شاید کمتر فیلم هالیوودی آن سال‌ها، در ژانر پلیسی / معمائی، چنین منسجم، سرگرم‌کننده و حتی آزاردهنده باشد! سیدنی پواتیه بعدها بار دیگر در نقش «تیبز» در فیلم‌های «مرا آقای تیبز صدا می‌کنند» (گوردون داگلاس، ۱۹۷۰) و «سازمان» (دان مدفورد، ۱۹۷۱) جلوی دوربین رفت.

## بازیگران
- سیدنی پوآتیه در نقش Virgil Tibbs
- راد استایگر در نقش police Chief Bill Gillespie
- وارن اوتس در نقش Deputy Sam Wood
- لری دی. مان در نقش Watkins
- لی گرانت در نقش Mrs. Colbert

## جوایز و افتخارات
1. برنده جایزه اسکار بهترین فیلم - والتر میریش
2. برنده جایزه اسکار بهترین بازیگر نقش اول مرد - راد استایگر
3. برنده جایزه اسکار بهترین تدوین فیلم - هال اشبی
4. برنده جایزه اسکار بهترین صدابرداری - استودیوهای ساموئل گلدوین
5. برنده جایزه اسکار بهترین فیلم‌نامه اقتباسی - استرلینگ سیلیفنت
6. نامزد جایزه اسکار بهترین کارگردانی - نورمن جویسون
7. نامزد جایزه اسکار بهترین میکس صدا - جیمز ریچاردز
8. برنده جایزه گلدن گلوب بهترین فیلم درام
9. برنده جایزه گلدن گلوب بهترین بازیگر مرد فیلم درام - راد استایگر
10. برنده جایزه گلدن گلوب فیلمنامه - استرلینگ سیلیفنت
11. برنده جایزه بفتای بهترین بازیگر مرد خارجی - راد استایگر
12. برنده جایزه بفتا - نورمن جویسون
13. برنده جایزه ادگار فیلم‌نامه - استرلینگ سیلیفنت
14. برنده جایزه بهترین فیلم حلقه منتقدان فیلم نیویورک